# Янчик білобровий

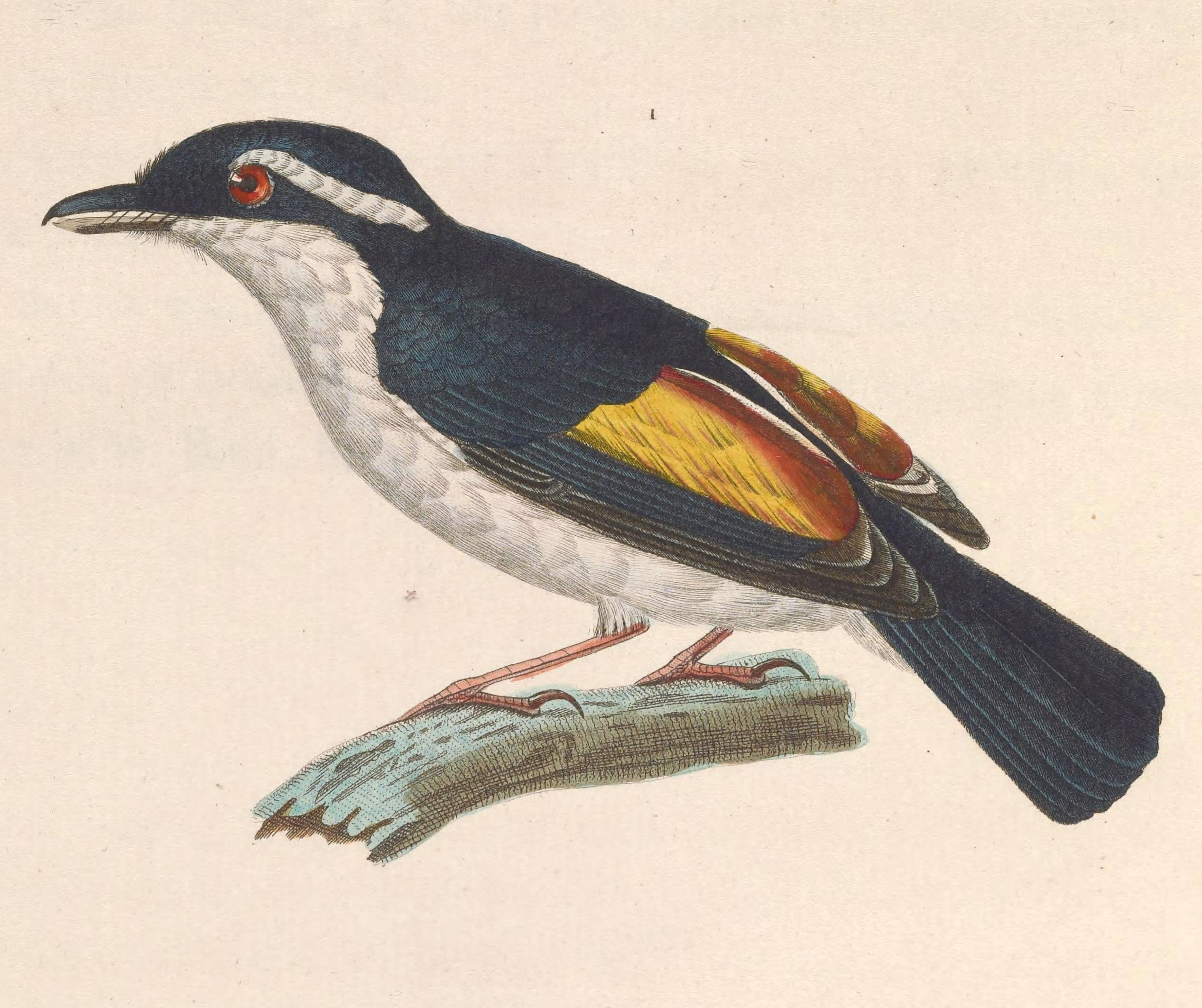
Білобровий янчик

Я́нчик білобровий (Pteruthius flaviscapis) — вид горобцеподібних птахів родини віреонових (Vireonidae). Ендемік Індонезії. 

## Систематика
Гімалайські, рододендронові і далатські янчики раніше вважалися підвидами білобрового янчика, однак були визнані окремими видами.

## Поширення і екологія
Рудолобі янчики є ендеміками острова Ява. Вони живуть у вологих гірських тропічних лісах і високогірних чагарникових заростях.